# Свети Никола (Сопот)
Вижте пояснителната страница за други значения на Свети Никола.
„Свети Никола“ или „Свети Николай“ (на македонска литературна норма: „Свети Никола“, „Свети Николај“) е късновъзрожденска православна църква в светиниколското село Сопот, източната част на Северна Македония. Част е от Брегалнишката епархия на Македонската православна църква – Охридска архиепископия.

## История
Църквата е гробищен храм, разположен на източния вход на селото. Построена е в 1887 година според ктиторския надпис. Според някои източници е построена на мястото на средновековен храм, но не е проучвана. Иконите и стенописите също датират от XIX век и са дело на непознати майстори от Кратовско и на Петре Зограф.